# Klaus Konieczka
Klaus Konieczka (* 9. Februar 1944) ist ein ehemaliger deutscher Fußballspieler. In der Saison 1965/66 absolvierte er 30 Bundesligaspiele für Tasmania Berlin und erzielte ein Tor.

## Karriere
Der bei den „Blau-Weißen“ aus Neukölln in der Jugend groß gewordene Konieczka gehörte in der Saison 1962/63 dem Oberligateam von Tasmania Berlin an. In der seinerzeit erstklassigen Stadtliga Berlin kam er zu neun Punktspielen, in denen er ein Tor erzielte. Ab der Saison 1963/64 – mit Gründung der Bundesliga als höchste deutsche Spielklasse – spielte er in der zweitklassigen und umbenannten Regionalliga Berlin. Sein Debüt krönte er am 18. August 1963 (1. Spieltag) im Heimspiel gegen Hertha Zehlendorf mit dem 1:0-Siegtreffer in der 67. Minute. Mit 46:8 Punkten wurde er mit seiner Mannschaft Berliner Meister, zu der er mit zwei Toren in 23 Spielen beitrug; Mittelstürmer Heinz Fischer war mit 24 Treffern Torschützenkönig geworden. Mit den Neuköllnern startete er am 6. Juni 1964, mit dem 5:1-Erfolg im Heimspiel gegen Borussia Neunkirchen, in die Bundesligaaufstiegsrunde. Im zweiten Spiel gelang dem Berliner Meister ein 1:1-Remis beim FC Bayern München, bei dem Franz Beckenbauer auf Linksaußen stürmte. Im Heimspiel am 24. Juni gelang vor 40.000 Zuschauern sogar ein unerwarteter 3:0-Erfolg gegen die Elf von Trainer Zlatko Čajkovski. Am letzten Spieltag setzte sich Borussia Neunkirchen vor 38.000 Zuschauern im heimischen Ellenfeldstadion mit 1:0 gegen die Berliner durch und stieg in die Bundesliga auf. Konieczka wirkte in allen sechs Aufstiegsrundenspielen mit, immer als linker Außenläufer im seinerzeit praktizierten WM-System. Insgesamt bestritt Konieczka seine Mannschaft 48 Punktspiele in der Regionalliga Berlin, in denen er acht Tore schoss. 
Zur Saison 1965/66 wurde Tasmania 1900 nach dem Lizenzentzug für Hertha BSC ohne sportliche Qualifikation vom DFB in die höchste deutsche Spielklasse aufgenommen. Zum Saisonstart am 14. August 1965 wurde der 2:0-Heimsieg gegen den Karlsruher SC vor 81.000 Zuschauern gefeiert. Das Bundesligakapitel beendete Tasmania am 25. Mai 1966 mit der 0:4-Niederlage „auf Schalke“. An der Seite von Horst Szymaniak bestritt er 30 Punktspiele und erzielte am 14. Mai 1966 (32. Spieltag), bei der 1:3-Niederlage im Auswärtsspiel gegen Eintracht Braunschweig mit dem Treffer zum 1:1 in der 55. Minute, sein einziges Bundesligator. Abgeschlagen mit 8:60 Punkten stieg er mit der Mannschaft ab. Von 1966 bis 1968 spielte Konieczka bei Eintracht Trier in der Regionalliga Südwest. Er absolvierte für die „Mosel-Elf“ 29 Ligaspiele und erzielte drei Tore. Von 1968 bis 1971 spielte er wieder für Tennis Borussia Berlin in der Regionalliga Berlin. Neben Mitspielern wie Peter Eggert, Bernd Gersdorff, Horst Lunenburg und Michael Krampitz absolvierte er 41 Regionalligaspiele und erzielte für die „Veilchen“ 18 Tore. Von 1971 bis 1973 war er beim 1. FC Neukölln aktiv, für die er noch zu 28 Einsätzen kam, bevor er im Sommer 1973 nach insgesamt 146 Regionalligaeinsätzen mit 29 Toren, seine höherklassige Laufbahn beendete.